# Synagogue de Rijeka

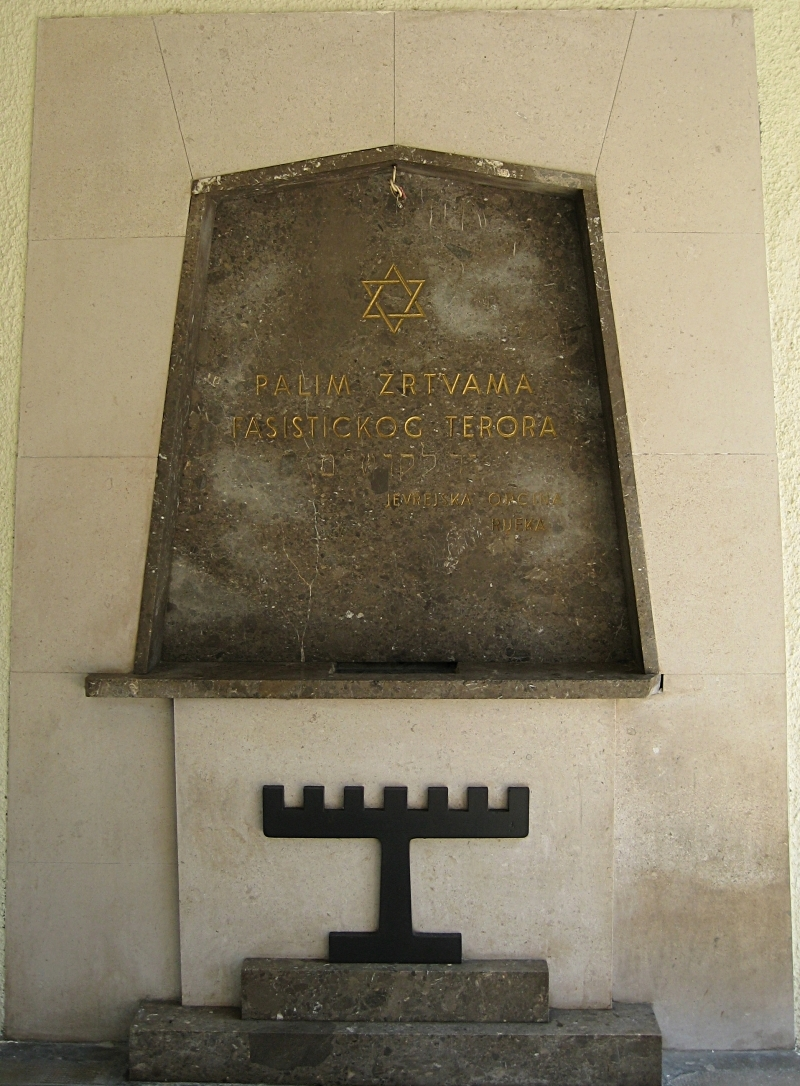
Plaque commémorative à l'entrée de la synagogue de Rijeka

La synagogue de Rijeka est l'une des trois synagogues en Croatie qui ont survécu à la Seconde Guerre mondiale en bon état. Après une restauration globale nécessaire, la synagogue a été officiellement inaugurée en 2008. La synagogue est le centre de la communauté juive de Rijeka et de la foi juive dans la ville portuaire croate de Rijeka. C'est un monument culturel important de la ville de Rijeka.

## Histoire
La synagogue de Rijeka a été construite à l'initiative de l' Association des Israélites orthodoxes en 1930. Selon le style architectural, peu de décorations et de symboles étaient attachés à la façade extérieure de la synagogue. L'époque de style de la modernité convainc par des lignes architecturales simples avec des influences du style architectural méditerranéen. Son extérieur, à son tour, impressionne par la symbiose et la coloration du complexe de pierre et des briques utilisées dans la construction. À l'intérieur de la synagogue, il y a une antichambre et la salle de culte, qui est divisée en trois sections. Il y a trois fenêtres chacune sur les côtés de l'église et sur le balcon pour les femmes, avec leur propre entrée à l'église. En Croatie, il y avait au total 79 synagogues, dont 23 étaient pleinement fonctionnelles. De nos jours, en plus de la synagogue de Rijeka, les synagogues de Split et de Dubrovnik ont été conservées dans leur fonction d'origine. 
Une synagogue plus grande était située à l'intersection de Cambierieve, de la place des Capucins et de la rue Zagrad au centre de Rijeka. Elle a été construite en 1903. A cette époque, la communauté juive de Rijeka comptait 2 500 personnes. Elle a été détruite par les nazis en 1944.

## Restauration
En 1993, la restauration de la synagogue de Rijeka a commencé. Il y avait des défauts sur le toit. L'administration de la ville de Rijeka a pris en charge le financement du toit. Cela a arrêté la dégradation de l'ensemble de la propriété. La chapelle funéraire liée au Cimetière juif de Kozali a également été rénovée par l'administration de la ville. La synagogue, en tant que monument culturel et bien culturel, a été restaurée par le Département de la préservation des monuments de la ville de Rijeka après une élaboration et un examen approfondi de la rénovation globale. Le projet a été financé par la ville de Rijeka. En 2004, la partie sacrée de la synagogue a été renouvelée pour la première fois, car cette zone de la synagogue représente le siège de la communauté juive et la vie religieuse de la communauté s'y déroule. Puis la façade extérieure et le parvis de la synagogue ont été rénovés. En 2007 et 2008, la conception du parvis de la synagogue, des salles communautaires et du balcon a été achevée. Le président de la communauté juive de Rijeka, Vlado Kon, a assisté à la réouverture de la synagogue en 2008.